# Ministri presidenti della Sassonia
Il Ministro presidente della Sassonia (in tedesco: Sächsischen Ministerpräsident) è il capo del governo del Land tedesco della Sassonia.

## Elenco

### Regno di Sassonia
| Ritratto | Nome                          | Mandato                             |
| -------- | ----------------------------- | ----------------------------------- |
|          | Bernhard von Lindenau         | 1 dicembre 1831 – settembre 1847    |
|          | Julius Traugott von Könneritz | settembre 1847 – 13 marzo 1848      |
|          | Alexander Karl Hermann Braun  | 16 marzo 1848 – 17 febbraio 1849    |
|          | Gustav Friedrich Held         | 24 febbraio 1849 – 2 maggio 1849    |
|          | Ferdinand von Zschinsky       | 2 maggio 1849 – 28 ottobre 1858     |
|          | Friedrich Ferdinand von Beust | 28 ottobre 1858 – 15 agosto 1866    |
|          | Johann Paul von Falkenstein   | 15 agosto 1866 – 1 ottobre 1871     |
|          | Richard Freiherr von Friesen  | 1 ottobre 1871 – 1 novembre 1876    |
|          | Alfred von Fabrice            | 1 novembre 1876 – 25 marzo 1891     |
|          | Carl Friedrich von Gerber     | 25 marzo 1891 – 23 dicembre 1891    |
|          | Hans von Thümmel              | 23 dicembre 1891 – 12 febbraio 1895 |
|          | Rudolf von Schurig            | 12 febbraio 1895 – 15 giugno 1901   |
|          | Georg von Metzsch-Reichenbach | 15 giugno 1901 – 30 aprile 1906     |
|          | Konrad Wilhelm von Rüger      | 30 aprile 1906 – 1 dicembre 1910    |
|          | Victor Alexander von Otto     | 1 dicembre 1910 – 21 maggio 1912    |
|          | Max von Hausen                | 21 maggio 1912 – 21 maggio 1914     |
|          | Heinrich Gustav Beck          | 21 maggio 1914 – 26 ottobre 1918    |
|          | Rudolf Heinze                 | 26 ottobre 1918 – 13 novembre 1918  |

### Repubblica Federale di Germania
| Nominativo    | Nominativo         | Partito       | Partito                                        | Coalizione                                     | Mandato         | Mandato          | Elezione         |
| Nominativo    | Nominativo         | Partito       | Partito                                        | Coalizione                                     | Inizio          | Fine             | Elezione         |
| ------------- | ------------------ | ------------- | ---------------------------------------------- | ---------------------------------------------- | --------------- | ---------------- | ---------------- |
|               | Kurt Biedenkopf    |               | Unione Cristiano-Democratica di Germania (CDU) | CDU                                            | 8 novembre 1990 | 18 aprile 2002   | Elezione 1990    |
| CDU           | Kurt Biedenkopf    | Elezione 1994 | Unione Cristiano-Democratica di Germania (CDU) |                                                | 8 novembre 1990 | 18 aprile 2002   |                  |
| CDU           | Kurt Biedenkopf    | Elezione 1999 | Unione Cristiano-Democratica di Germania (CDU) |                                                | 8 novembre 1990 | 18 aprile 2002   |                  |
|               | Georg Milbradt     | Elezione 1999 |                                                | Unione Cristiano-Democratica di Germania (CDU) | CDU             | 18 aprile 2002   | 28 maggio 2008   |
| CDU-SPD       | Georg Milbradt     | Elezione 2004 |                                                | Unione Cristiano-Democratica di Germania (CDU) |                 | 18 aprile 2002   | 28 maggio 2008   |
|               | Stanislaw Tillich  | Elezione 2004 |                                                | Unione Cristiano-Democratica di Germania (CDU) | CDU-SPD         | 28 maggio 2008   | 13 dicembre 2017 |
| CDU-FDP       | Stanislaw Tillich  | Elezione 2009 |                                                | Unione Cristiano-Democratica di Germania (CDU) |                 | 28 maggio 2008   | 13 dicembre 2017 |
| CDU-SPD       | Stanislaw Tillich  | Elezione 2014 |                                                | Unione Cristiano-Democratica di Germania (CDU) |                 | 28 maggio 2008   | 13 dicembre 2017 |
|               | Michael Kretschmer | Elezione 2014 |                                                | Unione Cristiano-Democratica di Germania (CDU) | CDU-SPD         | 13 dicembre 2017 | in carica        |
| CDU-Verdi-SPD | Michael Kretschmer | Elezione 2019 |                                                | Unione Cristiano-Democratica di Germania (CDU) |                 | 13 dicembre 2017 | in carica        |